# Cérons
Pour le vin, voir cérons (AOC).
Cérons (prononcé [seʁɔ̃s]) est une commune du Sud-Ouest de la France, située dans le département de la Gironde, en région Nouvelle-Aquitaine.

## Géographie

### Localisation
Située dans l'aire d'attraction de Bordeaux, sur la rive gauche de la Garonne, au confluent avec le Ciron, la commune se trouve à 34 km au sud-est de Bordeaux, chef-lieu du département, à 12 km au nord-ouest de Langon, chef-lieu d'arrondissement et à 3 km au sud-est de Podensac, ancien chef-lieu de canton.

### Communes limitrophes
Les communes limitrophes en sont Béguey au nord-est, Cadillac-sur-Garonne à l'est, toutes deux sur la rive droite de la Garonne, Barsac au sud-est, Illats au sud-ouest et Podensac au nord-ouest.
| Podensac |        | Béguey               |
|          | Cérons | Cadillac-sur-Garonne |
| Illats   |        | Barsac               |

### Climat
Pour des articles plus généraux, voir Climat de la Nouvelle-Aquitaine et Climat de la Gironde.
Historiquement, la commune est exposée à un climat océanique aquitain.  
En 2020, Météo-France publie une typologie des climats de la France métropolitaine dans laquelle la commune est exposée à un climat océanique et est dans la région climatique  Aquitaine, Gascogne, caractérisée par une pluviométrie abondante au printemps, modérée en automne, un faible ensoleillement au printemps, un été chaud (19,5 °C), des vents faibles, des brouillards fréquents en automne et en hiver et des orages fréquents en été (15 à 20 jours).
Pour la période 1971-2000, la température annuelle moyenne est de 12,7 °C, avec une amplitude thermique annuelle de 14,3 °C. Le cumul annuel moyen de précipitations est de 860 mm, avec 12,5 jours de précipitations en janvier et 7 jours en juillet. Pour la période 1991-2020, la température moyenne annuelle observée sur la station météorologique la plus proche, située sur la commune de Sauternes à 11,06 km à vol d'oiseau, est de 0,0 °C et le cumul annuel moyen de précipitations est de 0,0 mm,. Pour l'avenir, les paramètres climatiques de la commune estimés pour 2050 selon différents scénarios d’émission de gaz à effet de serre sont consultables sur un site dédié publié par Météo-France en novembre 2022.

## Urbanisme

### Typologie
Au 1er janvier 2024, Cérons est catégorisée petite ville, selon la nouvelle grille communale de densité à sept niveaux définie par l'Insee en 2022.
Elle appartient à l'unité urbaine de Cérons, une unité urbaine monocommunale constituant une ville isolée,. Par ailleurs la commune fait partie de l'aire d'attraction de Bordeaux, dont elle est une commune de la couronne,. Cette aire, qui regroupe 275 communes, est catégorisée dans les aires de 700 000 habitants ou plus (hors Paris),.

### Occupation des sols

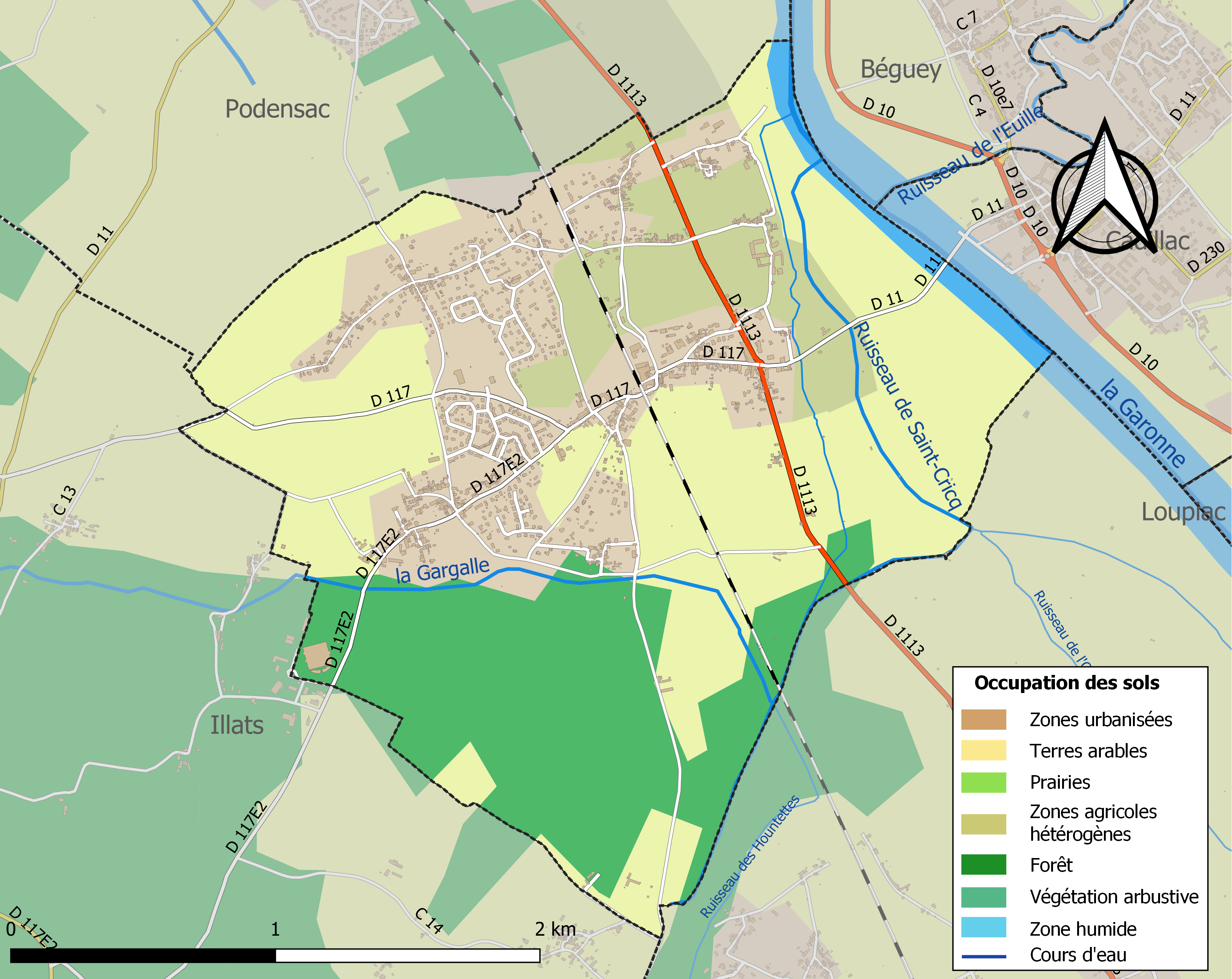
Carte des infrastructures et de l'occupation des sols de la commune en 2018 (CLC).

L'occupation des sols de la commune, telle qu'elle ressort de la base de données européenne d’occupation biophysique des sols Corine Land Cover (CLC), est marquée par l'importance des territoires agricoles (51,3 % en 2018), en diminution par rapport à 1990 (54,8 %). La répartition détaillée en 2018 est la suivante : 
cultures permanentes (27,4 %), zones urbanisées (23,8 %), forêts (22,8 %), terres arables (12,9 %), zones agricoles hétérogènes (11 %), eaux continentales (2,1 %). L'évolution de l’occupation des sols de la commune et de ses infrastructures peut être observée sur les différentes représentations cartographiques du territoire : la carte de Cassini (XVIIIe siècle), la carte d'état-major (1820-1866) et les cartes ou photos aériennes de l'IGN pour la période actuelle (1950 à aujourd'hui).

### Voies de communication et transports
L'accès à l'autoroute A62 (Bordeaux-Toulouse) le plus proche est le no 2, dit de Podensac, qui se situe à 4,5 km vers le sud-ouest.

L'accès no 1, dit de Bazas, à l'autoroute A65 (Langon-Pau) se situe à 26 km vers le sud-sud-est.
La commune abrite une gare SNCF sur la ligne Bordeaux-Sète du TER Nouvelle-Aquitaine. Sur la même ligne mais offrant plus d'opportunités de liaisons, la gare de Langon se situe à 12 km par la route vers le sud-est.

### Risques majeurs
Le territoire de la commune de Cérons est vulnérable à différents aléas naturels : météorologiques (tempête, orage, neige, grand froid, canicule ou sécheresse), inondations, feux de forêts, mouvements de terrains et séisme (sismicité très faible). Un site publié par le BRGM permet d'évaluer simplement et rapidement les risques d'un bien localisé soit par son adresse soit par le numéro de sa parcelle.
Certaines parties du territoire communal sont susceptibles d’être affectées par le risque d’inondation par débordement de cours d'eau, notamment la Garonne, le ruisseau de Saint-Cricq et la Gargalle. La commune a été reconnue en état de catastrophe naturelle au titre des dommages causés par les inondations et coulées de boue survenues en 1982, 1999, 2009 et 2021,.
Cérons est exposée au risque de feu de forêt. Depuis le 20 avril 2016, les départements de la Gironde, des Landes et de Lot-et-Garonne disposent d’un règlement interdépartemental de protection de la forêt contre les incendies. Ce règlement vise à mieux prévenir les incendies de forêt, à faciliter les interventions des services et à limiter les conséquences, que ce soit par le débroussaillement, la limitation de l’apport du feu ou la réglementation des activités en forêt. Il définit en particulier cinq niveaux de vigilance croissants auxquels sont associés différentes mesures,.
Les mouvements de terrains susceptibles de se produire sur la commune sont des éboulements, chutes de pierres et de blocs.

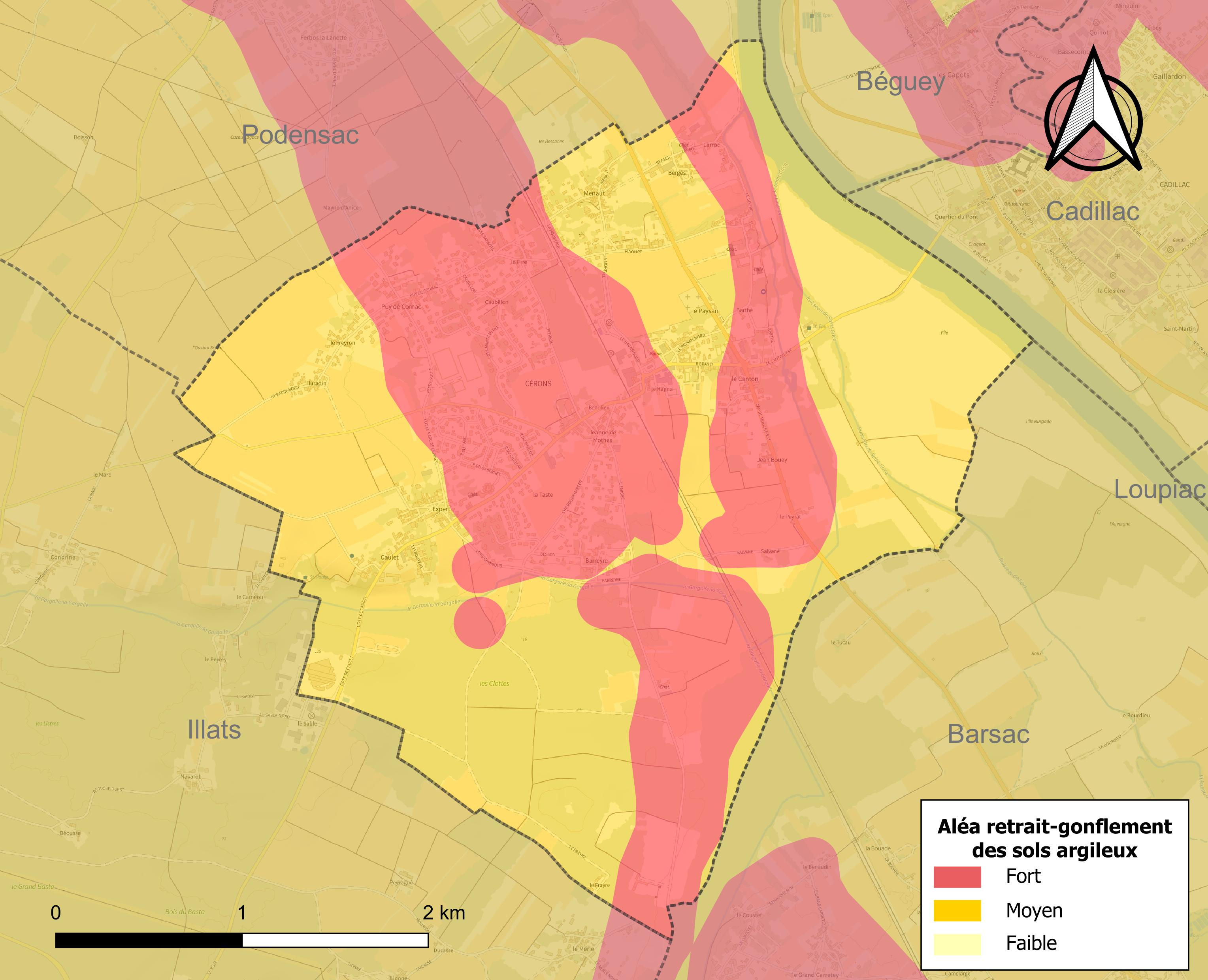
Carte des zones d'aléa retrait-gonflement des sols argileux de Cérons.

Le retrait-gonflement des sols argileux est susceptible d'engendrer des dommages importants aux bâtiments en cas d’alternance de périodes de sécheresse et de pluie. La totalité de la commune est en aléa moyen ou fort (67,4 % au niveau départemental et 48,5 % au niveau national). Sur les 880 bâtiments dénombrés sur la commune en 2019, 880 sont en aléa moyen ou fort, soit 100 %, à comparer aux 84 % au niveau départemental et 54 % au niveau national. Une cartographie de l'exposition du territoire national au retrait gonflement des sols argileux est disponible sur le site du BRGM,.
Par ailleurs, afin de mieux appréhender le risque d’affaissement de terrain, l'inventaire national des cavités souterraines permet de localiser celles situées sur la commune.
Concernant les mouvements de terrains, la commune a été reconnue en état de catastrophe naturelle au titre des dommages causés par des mouvements de terrain en 1999.

## Toponymie
La commune tient son nom de la rivière proche, le Ciron qui se jetait dans la Garonne au niveau de la commune vers le XIe siècle, au lieu de Barsac aujourd'hui ; le lieu se nommait Sirio à l'époque, du moins en latin (attestation du IVe siècle), les formes médiévales en gascon étant Seron. L' s final présent actuellement et absent des formes médiévales peut avoir un sens de collectif (en désignant les habitants) et a dû exister en gascon avant d'être repris dans la forme française officielle.

## Histoire
Pour plus d'information sur l'état de la commune au XVIIIe siècle, voir l'ouvrage de Jacques Baurein.
À la Révolution, la paroisse Saint-Martin de Cérons forme la commune de Cérons.

## Politique et administration
| Période                                  | Période  | Identité         | Étiquette | Qualité                                       |
| ---------------------------------------- | -------- | ---------------- | --------- | --------------------------------------------- |
| 1972                                     | 1989     | Jean Perromat    |           |                                               |
| 1989                                     | 1995     | Robert Peyronnin |           |                                               |
| juin 1995                                | 2007     | Yves Fourthon    | PS        |                                               |
| octobre 2007                             | En cours | Patrick Soulé    | PS        | Retraité de la fonction publique territoriale |
| Les données manquantes sont à compléter. |          |                  |           |                                               |

## Démographie
Les habitants sont appelés les Céronnais.
L'évolution du nombre d'habitants est connue à travers les recensements de la population effectués dans la commune depuis 1793. Pour les communes de moins de 10 000 habitants, une enquête de recensement portant sur toute la population est réalisée tous les cinq ans, les populations de référence des années intermédiaires étant quant à elles estimées par interpolation ou extrapolation. Pour la commune, le premier recensement exhaustif entrant dans le cadre du nouveau dispositif a été réalisé en 2006.

En 2022, la commune comptait 2 131 habitants, en évolution de +1,86 % par rapport à 2016 (Gironde : +6,91 %, France hors Mayotte : +2,11 %).
| 1793  | 1800  | 1806  | 1821  | 1831  | 1836  | 1841  | 1846  | 1851  |
| ----- | ----- | ----- | ----- | ----- | ----- | ----- | ----- | ----- |
| 1 297 | 1 114 | 1 234 | 1 310 | 1 373 | 1 354 | 1 344 | 1 287 | 1 203 |

| 1856  | 1861  | 1866  | 1872  | 1876  | 1881  | 1886  | 1891  | 1896  |
| ----- | ----- | ----- | ----- | ----- | ----- | ----- | ----- | ----- |
| 1 302 | 1 223 | 1 286 | 1 221 | 1 306 | 1 376 | 1 495 | 1 458 | 1 470 |

| 1901  | 1906  | 1911  | 1921  | 1926  | 1931  | 1936  | 1946  | 1954  |
| ----- | ----- | ----- | ----- | ----- | ----- | ----- | ----- | ----- |
| 1 443 | 1 434 | 1 346 | 1 293 | 1 348 | 1 305 | 1 280 | 1 160 | 1 240 |

| 1962  | 1968  | 1975  | 1982  | 1990  | 1999  | 2006  | 2011  | 2016  |
| ----- | ----- | ----- | ----- | ----- | ----- | ----- | ----- | ----- |
| 1 253 | 1 241 | 1 281 | 1 308 | 1 319 | 1 347 | 1 556 | 1 933 | 2 092 |

| 2021  | 2022  | - | - | - | - | - | - | - |
| ----- | ----- | - | - | - | - | - | - | - |
| 2 132 | 2 131 | - | - | - | - | - | - | - |

## Économie

### Viticulture
Cérons est une des premières appellations d'origine contrôlées (AOC), située à côté de l'appellation Barsac et non loin de Sauternes, dans le vignoble des Graves. Cérons est connue pour son vin blanc « moelleux ». Le micro-climat du Sauternais provient des eaux froides du Ciron et de la Garonne, provoquant des formations de brouillards fréquents pendant la période des vendanges. L'alternance des brouillards humides et de la chaleur des après-midi d'automne favorisent le développement du botrytis cinerea (pourriture noble). Ce micro-champignon qui se développe sur la pellicule des raisins provoque une concentration naturelle des jus par évaporation de l'eau.

## Lieux et monuments
- Église Saint-Martin, construite au XIIe siècle en style roman, agrandie aux XVe, XVIIIe et XIXe siècles. Le portail et l'abside ont été classés au titre des monuments historique en 1913[35].
- Château dit Calvimont, construit entre les XVIIe et XVIIIe siècles, situé en face de l'église Saint-Martin, inscrit au titre des monuments historiques en 2008[36].
- Château de La Tour, face à l'église.
- Ruines du château de Saint-Cricq, XVIe siècle.
- Halle construite entre 1882 et 1884.
- Pont Eiffel de Cadillac

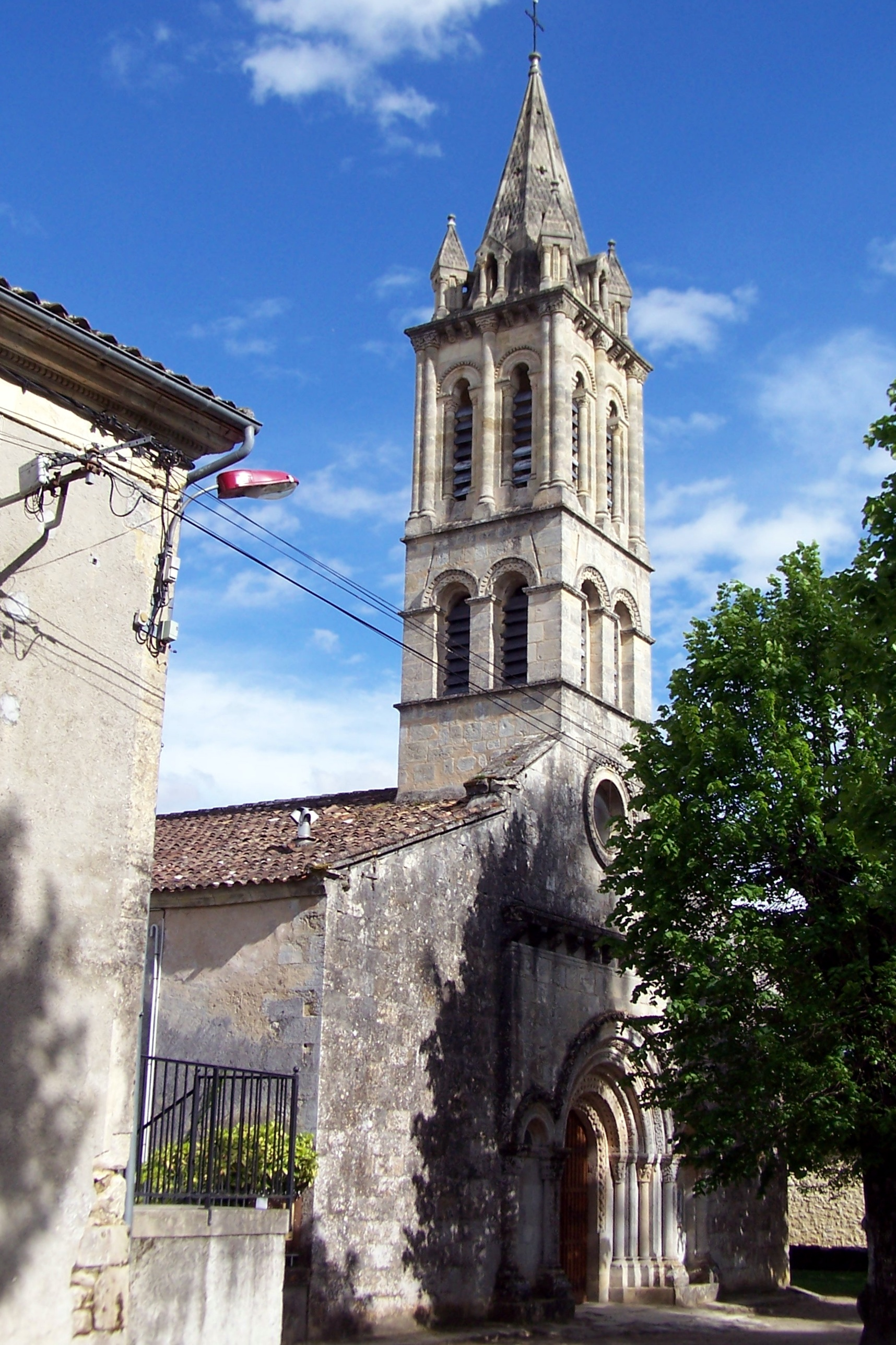
Vue nord-ouest de l'église Saint-Martin (mai 2012).
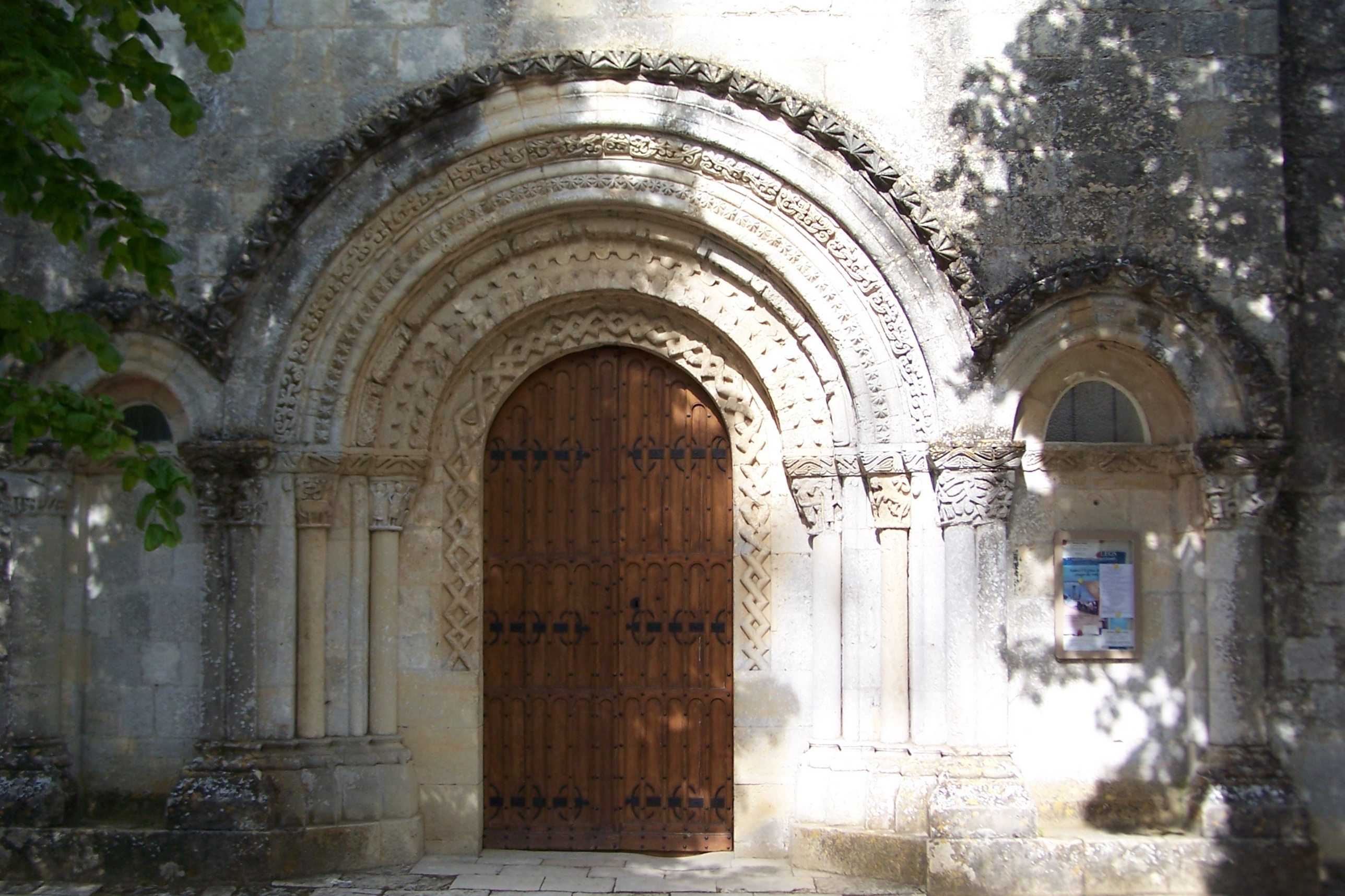
Le portail (mai 2012).
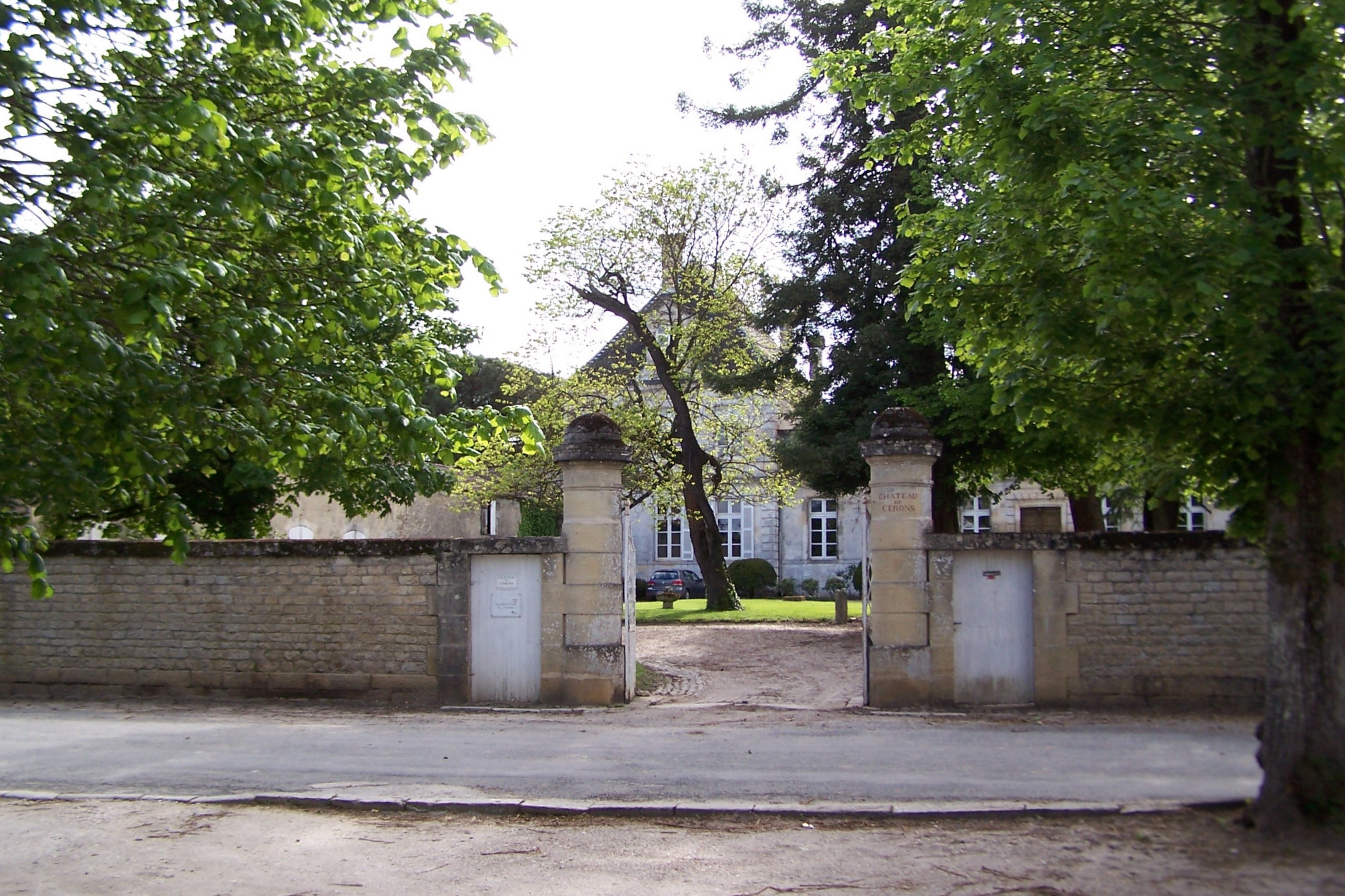
Le château, vue nord (mai 2012).
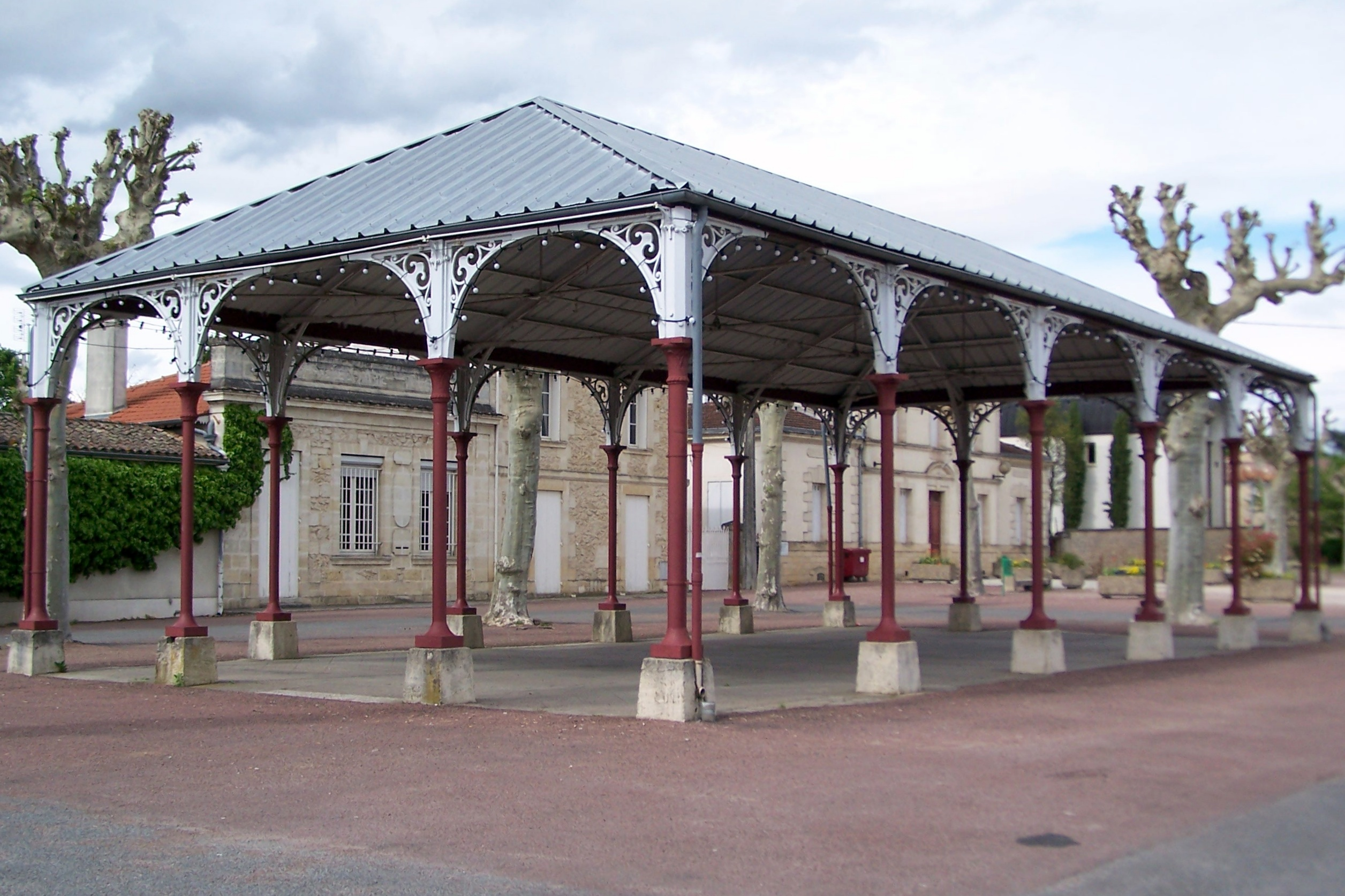
La halle sur la place principale du village (mai 2012).

## Personnalités liées à la commune
- André Marceau, évêque catholique français, né le 6 mai 1946 à Cérons.
- Roger-Henri Expert, architecte français, né le 18 avril 1882 à Arcachon, mort le 13 avril 1955 à Cérons.
- Jean Henri Gaston, missionnaire catholique, né le 19 février 1879 à Cérons, mort le 8 mai 1963 à Bengalore (Inde).